# Lamprospora modesta
Lamprospora modesta är en svampart som först beskrevs av Petter Adolf Karsten, och fick sitt nu gällande namn av Jean Louis Emile Boudier 1907. Lamprospora modesta ingår i släktet Lamprospora och familjen Pyronemataceae.   Inga underarter finns listade i Catalogue of Life.